# Фирфоль
Фирфо́ль (фр. Firfol) — коммуна во Франции, находится в регионе Нижняя Нормандия. Департамент коммуны — Кальвадос. Входит в состав кантона Лизьё 1-й кантон. Округ коммуны — Лизьё.
Код INSEE коммуны — 14270.

## Население
Население коммуны на 2010 год составляло 449 человек.
| 1962 | 1968 | 1975 | 1982 | 1990 | 1999 | 2010 |
| ---- | ---- | ---- | ---- | ---- | ---- | ---- |
| 173  | 206  | 281  | 343  | 382  | 433  | 449  |

## Экономика
В 2010 году среди 299 человек трудоспособного возраста (15—64 лет) 223 были экономически активными, 76 — неактивными (показатель активности — 74,6 %, в 1999 году было 67,1 %). Из 223 активных жителей работали 201 человек (103 мужчины и 98 женщин), безработных было 22 (10 мужчин и 12 женщин). Среди 76 неактивных 24 человека были учениками или студентами, 38 — пенсионерами, 14 были неактивными по другим причинам.